# Asociación Noruega por los Derechos de las Mujeres
 La Asociación Noruega por los Derechos de las Mujeres ( en noruego: Norsk Kvinnesaksforening  ; NKF ) es una organización noruega no partidista y la organización de Noruega más antigua y relevante en la defensa de los derechos de mujeres y niñas. 
Fue fundada en 1884 a iniciativa de Gina Krog y Hagbart Berner por 171 mujeres y hombres prominentes, incluidos cinco primeros ministros noruegos. Su principio básico es el disfrute pleno e igualitario de los derechos humanos para las mujeres y niñas, y trabaja para avanzar en la situación social, económica y política de las mujeres en Noruega, así como a nivel internacional. Históricamente asociada con el Partido Liberal, NKF es hoy ampliamente representativa del espectro político. La asociación siempre ha sido la organización feminista liberal  más importante de Noruega realizando importantes campañas por los derechos de las mujeres a la educación, el derecho al voto, el derecho al trabajo, la adopción de la Ley de Igualdad de Género de 1978 y el establecimiento de lo que ahora es la Defensoría por la Igualdad de Género y contra la discriminación. En línea con sus raíces en el feminismo liberal de la primera ola del siglo XIX, la reforma política y legal sigue siendo su enfoque principal, y siempre se ha concentrado en presionar a los organismos gubernamentales de manera profesional; desde la década de 1970, ha destacado también su lucha por la implementación de la convención CEDAW. En 1896, la asociación también fundó la Asociación de Mujeres de Salud Pública de Noruega, una organización humanitaria que llegó a contar con 250.000 personas inscritas. 
La actual presidenta es Karin M. Bruzelius, exjueza de la  Corte Suprema de Noruega . NKF es miembro de la Alianza Internacional de Mujeres (IAW), que tiene un estatus consultivo general para el Consejo Económico y Social de las Naciones Unidas y un estado participativo en el Consejo de Europa . NKF también es miembro del Lobby Noruego de Mujeres y del Foro para la Mujer y el Desarrollo, y participó en la creación de ambas organizaciones. Varias de las primeras líderes de NKF, entre ellas la conocida activista humanitaria   Fredrikke Marie Qvam, se casaron con primeros ministros noruegos. Sus líderes de la posguerra incluyen a la líder del Partido Liberal y ministra, Eva Kolstad, y el expresidente de UNICEF, Torild Skard . Entre sus miembros honorarios  se encuentran Camilla Collett y la política Gro Harlem Brundtland que en varias ocasiones ha ocupado el cargo de primera ministra. Las oficinas de NKF están ubicadas en Majorstuen en Oslo . NKF siempre ha estado abierto a la participación de mujeres y hombres. 

## Historia

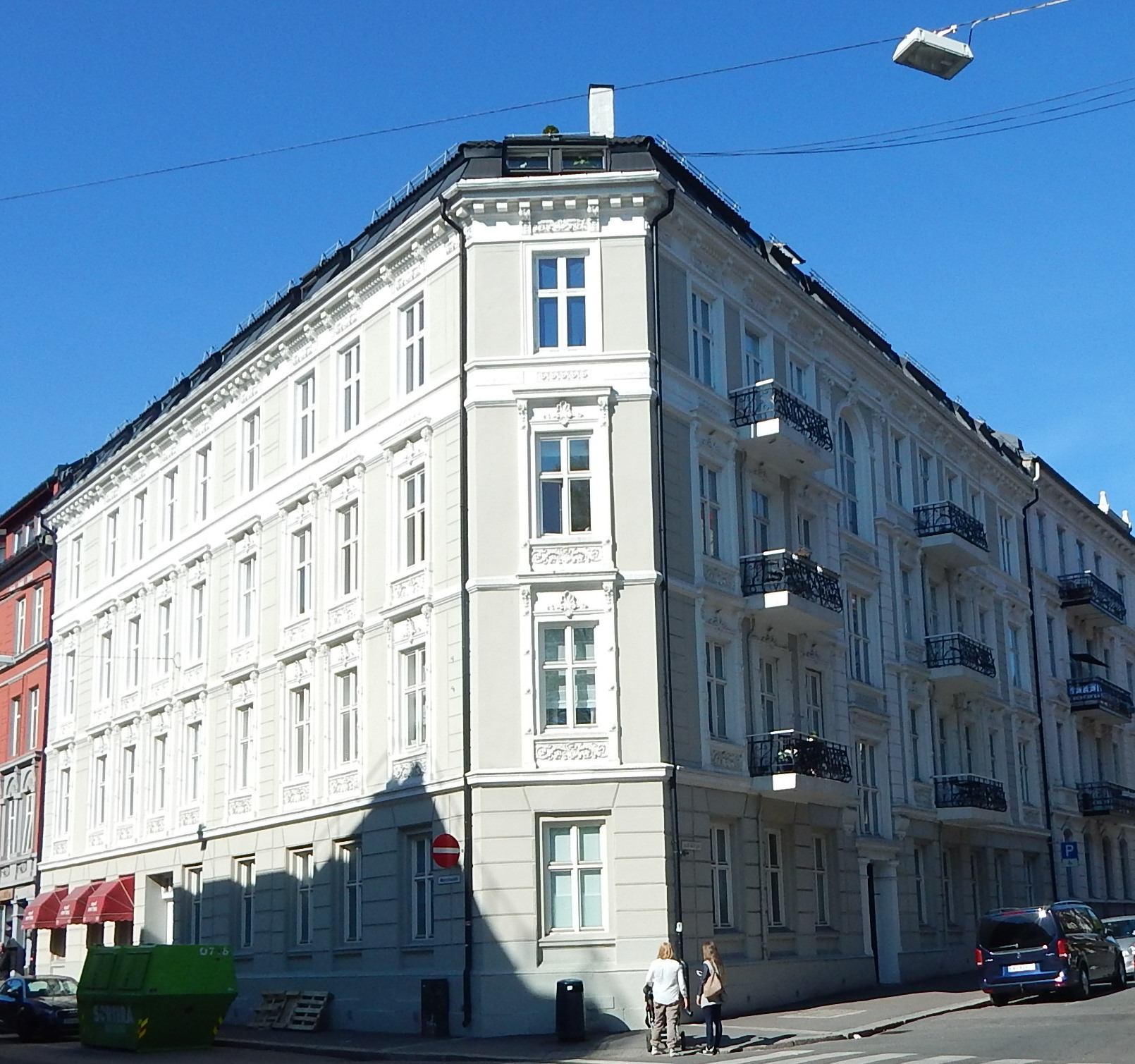
Las oficinas actuales de NKF en Majorstuveien 39 en el distrito de Frogner en el centro de Oslo

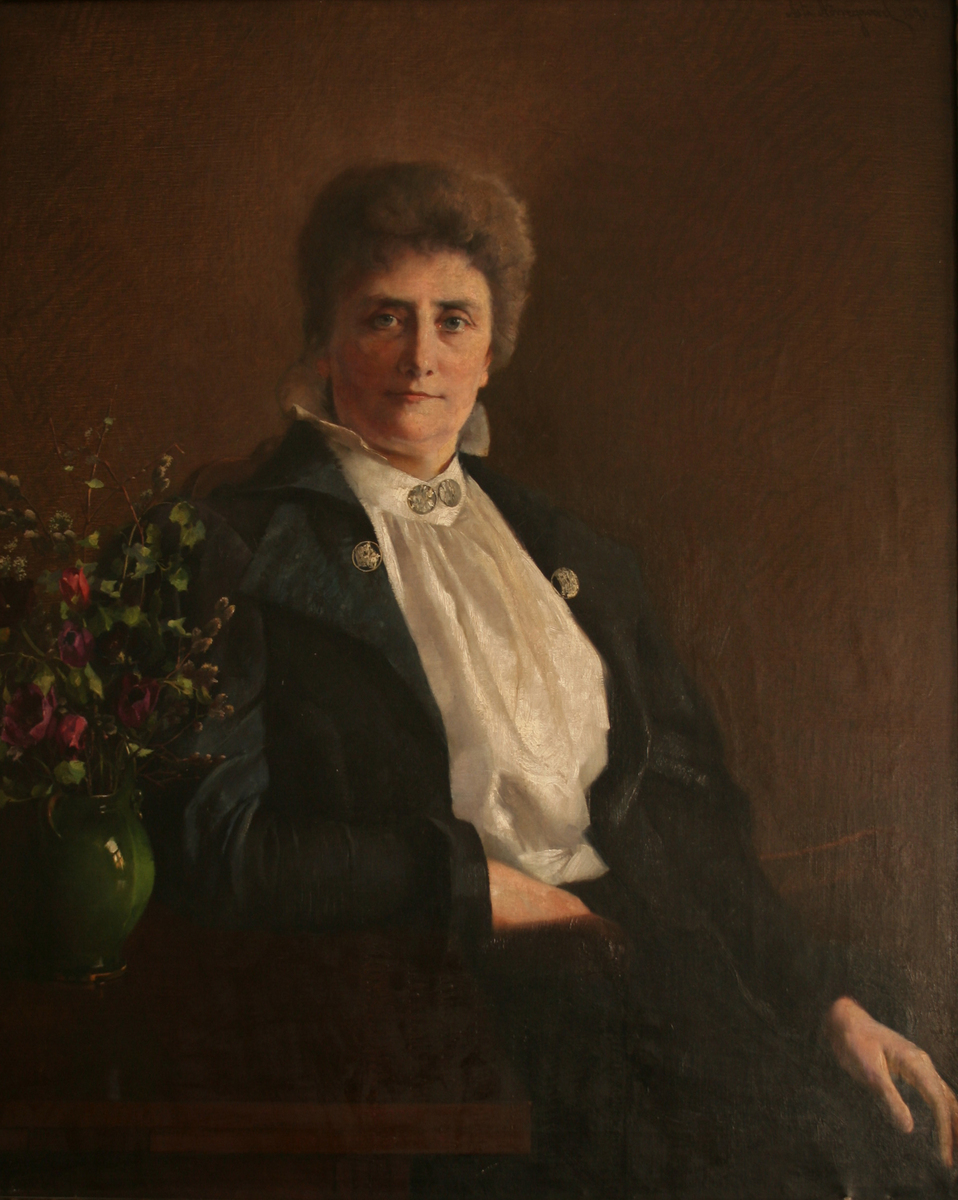
La fundadora de NKF, Gina Krog, una política liberal y la principal líder de la lucha por el derecho al voto de las mujeres en Noruega.

La organización fue fundada en 1884 por 171 prominentes activistas noruegas, mujeres y hombres liderados por la política liberal y pionera en la lucha por los derechos de las mujeres Gina Krog y el miembro liberal del Parlamento y primer editor en jefe de Dagbladet Hagbart Berner . Desde su creación y hasta bien entrado el siglo XX, la organización estuvo fuertemente asociada al Partido Liberal; entre sus 171 fundadores estaban varios primeros ministros noruegos, líderes del Partido Liberal y muchos miembros liberales del Parlamento, así como los editores de los grandes periódicos liberales y figuras públicas como el novelista Alexander Kielland . Tres de las primeras presidentes de la organización, Anna Stang, Randi Blehr y Fredrikke Marie Qvam, eran esposas de primeros ministros noruegos. La membresía siempre ha estado abierta tanto para hombres como para mujeres. 
Entre las causas importantes por las que la NKF ha hecho campaña son el sufragio femenino (logrado en 1913), el derecho al trabajo (en la década de 1930), la abolición de los impuestos comunes para los cónyuges (en la década de 1950), el derecho a la igualdad de escolaridad (en la década de 1960), el establecimiento del Consejo para la Igualdad entre los Sexos (en noruego: Likestillingsrådet    ) 1972, luego reemplazado por el Centro para la Igualdad entre los Sexos (1977) y posteriormente por el Ombud de Igualdad y Antidiscriminación (2006). Miembros de la organización, como su presidenta durante tiempo Eva Kolstad, que fue miembro de la Comisión de la Condición Jurídica y Social de la Mujer de las Naciones Unidas, también fueron pioneras en las políticas de igualdad de género de  Naciones Unidas . 
La asociación también impulsó la Asociación de Mujeres de Salud Pública  ( en noruego: Norske Kvinners Sanitetsforening ), una organización humanitaria, que creció hasta convertirse en la organización de mujeres más grande de Noruega con alrededor de 250,000 miembros. Históricamente, la NKF fue la asociación más importante del movimiento de mujeres burguesas (o liberales) noruegas (asociado principalmente con el Partido Liberal), en contraste con el movimiento de mujeres trabajadoras (asociado con el Partido Laborista). Hoy en día, es una organización no partidista, que se centra en los derechos políticos, legales y humanos de las mujeres, así como en la igualdad de oportunidades, y en la implementación de la Convención sobre la eliminación de todas las formas de discriminación contra la mujer en particular. 
La NKF ha cooperado con la Asociación Nacional para el Sufragio de las Mujeres y más tarde con el Consejo Nacional de Mujeres de Noruega . Algunos de sus líderes más destacadas de la posguerra fueron Eva Kolstad, quien más tarde se convirtió en ministra del gabinete, líder del Partido Liberal y primera Defensora de la Igualdad de Género del mundo, el expresidente de UNICEF Torild Skard y la jueza de la corte suprema Karin M. Bruzelius, quien asumió la presidencia por segunda vez en 2018.
La Asociación Noruega por los Derechos de las Mujeres está afiliada a la Alianza Internacional de Mujeres (IAW) desde 1904 y es miembro del Lobby de Mujeres de Noruega y del Foro para Mujeres y Desarrollo . Se dirige al Consejo Económico y Social de las Naciones Unidas a través de su membresía en la IAW. 
La organización tuvo sus oficinas en la puerta 1 de Sehesteds en Oslo durante muchos años, y ahora tiene sus oficinas en Majorstuveien 39 en Majorstuen en el centro de Oslo. 
Elisabeth Lønnå describe a la NKF en 1970 como "una organización casi digna" que tenía sus "orígenes en el Partido Liberal y tenía una plataforma liberal, centrada en la idea principal de igualdad para todos los ciudadanos y basada en la idea de los derechos humanos fundamentales". Lønnå señala que la NKF tenía una larga tradición, una forma de organización claramente definida, una red establecida y políticas y principios bien formulados, y que gastó la mayor parte de sus recursos en cabildear con organismos gubernamentales de manera profesional. Si bien NKF estuvo influenciada por la segunda ola de feminismo durante la década de 1970, fue la "única organización feminista que se basó principalmente en la idea de la igualdad de género". A diferencia de las muchas nuevas organizaciones feministas que surgieron en la década de 1970 pero que rápidamente perdieron la mayoría de sus miembros, NKF se fortaleció en la década de 1980.

## Presidentas

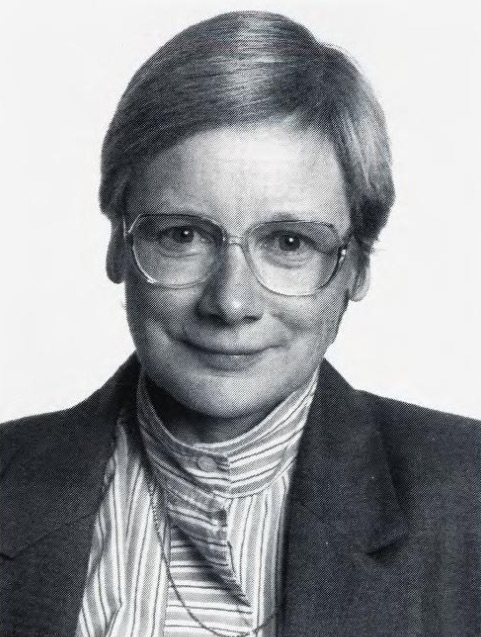
Karin M. Bruzelius, actual presidenta, es exjueza de la Corte Suprema y se convirtió en la primera secretaria permanente en Noruega en 1989.

1. Hagbart Berner 1884-1885
2. Anna Stang 1885-1886
3. Ragna Nielsen 1886–1888
4. Anna Bugge 1888-1889
5. Ragna Nielsen 1889-1895
6. Randi Blehr 1895-1899
7. Fredrikke Marie Qvam 1899–1903
8. Randi Blehr 1903–1922
9. Aadel Lampe 1922–1926
10. Fredrikke Mørck 1926–1930
11. Anna Hvoslef 1930–1935
12. Kitty Bugge 1935–1936
13. Margarete Bonnevie 1936–1946
14. Dakky Kiær 1946–1952
15. Ingerid Gjøstein Resi 1952–1955
16. Marit Aarum 1955–1956
17. Signe Swensson 1956
18. Eva Kolstad 1956–1968
19. Clara Ottesen 1968–1972
20. Kari Skjønsberg 1972–1978
21. Karin M. Bruzelius 1978–1984
22. Sigrun Hoel 1984–1988
23. Irene Bauer 1988–1990
24. Siri Hangeland 1990–1992
25. Bjørg Krane Bostad 1992–1994
26. Kjellaug Pettersen 1994–1998
27. Siri Hangeland 1998–2004
28. Berit Kvæven 2004–2006
29. Torild Skard 2006–2013
30. Margunn Bjørnholt 2013–2016
31. Marit Nybakk 2016–2018
32. Karin M. Bruzelius 2016–2018

## Premios de NKF
El mayor honor de NKF es su membresía honoraria, que se otorgó por primera vez a Camilla Collett en 1884  y a Gro Harlem Brundtland, en 2016. Desde 2009, NKF también otorga el Premio Gina Krog, que lleva el nombre de su fundadora. 

### Miembros honorarios

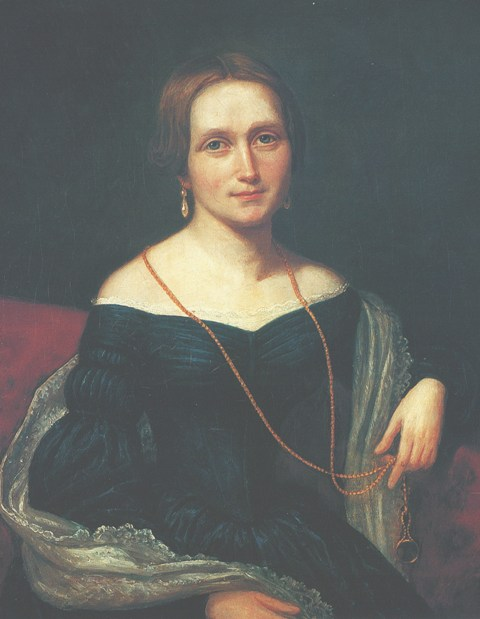
Camilla Collett, quien fue nombrada miembro honorario en 1884

- Camilla Collett (1884)
- Aasta Hansteen (1904)
- Aadel Lampe (1926)
- Dorothea Schjoldager
- Fredrikke Mørck (1934)
- Katti Anker Møller (1939)
- Margarete Bonnevie (1946)
- Dakky Kiær (1954)
- Signe Swensson (1954)
- Eva Kolstad
- Ebba Haslund (1995)
- Berit Ås (2009)
- Torild Skard (2014)
- Gro Harlem Brundtland (2016)[3]
- Helga Hernes (2018)[4]

### Premio Gina Krog
Desde 2009, la asociación ha otorgado el Premio Gina Krog, que lleva el nombre de su fundadora Gina Krog . 
El premio ha sido otorgado a 
- Historiadoras Ida Blom, Gro Hagemann, Elisabeth Lønnå, Aslaug Moksnes y Elisabeth Aasen (2009)
- La cineasta Anja Breien (2010)
- Tove Smaadahl (2012)
- Kirsti Kolle Grøndahl (2014)
- Amal Aden (2016)
- Nancy Herz, Sofía Nesrine Srour y Amina Bile (2018)

La más conocida de estas últimas es Nancy Herz, tiene 21 años, es una activista noruega de derechos humanos que defiende un papel de género menos restrictivo para la mujer. Es coautora del libro Shameless (“Sin vergüenza”) sobre el control social negativo de las niñas.